# رياضة عنيفة

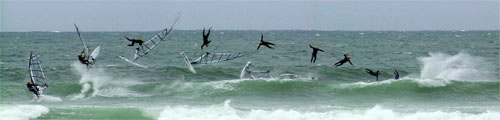
سقوط أثناء القفز على الأمواج. أثناء محاولة لعمل حلقة أمامية أثناء أحوال عاصفة مفرطة قبالة شاطئ منطقة كانتابريا في إسبانيا، وقذف المتزلّج جستين ويلر (Justin Wheeler) بقوة في انقلابين مزدوج ومرتفع.

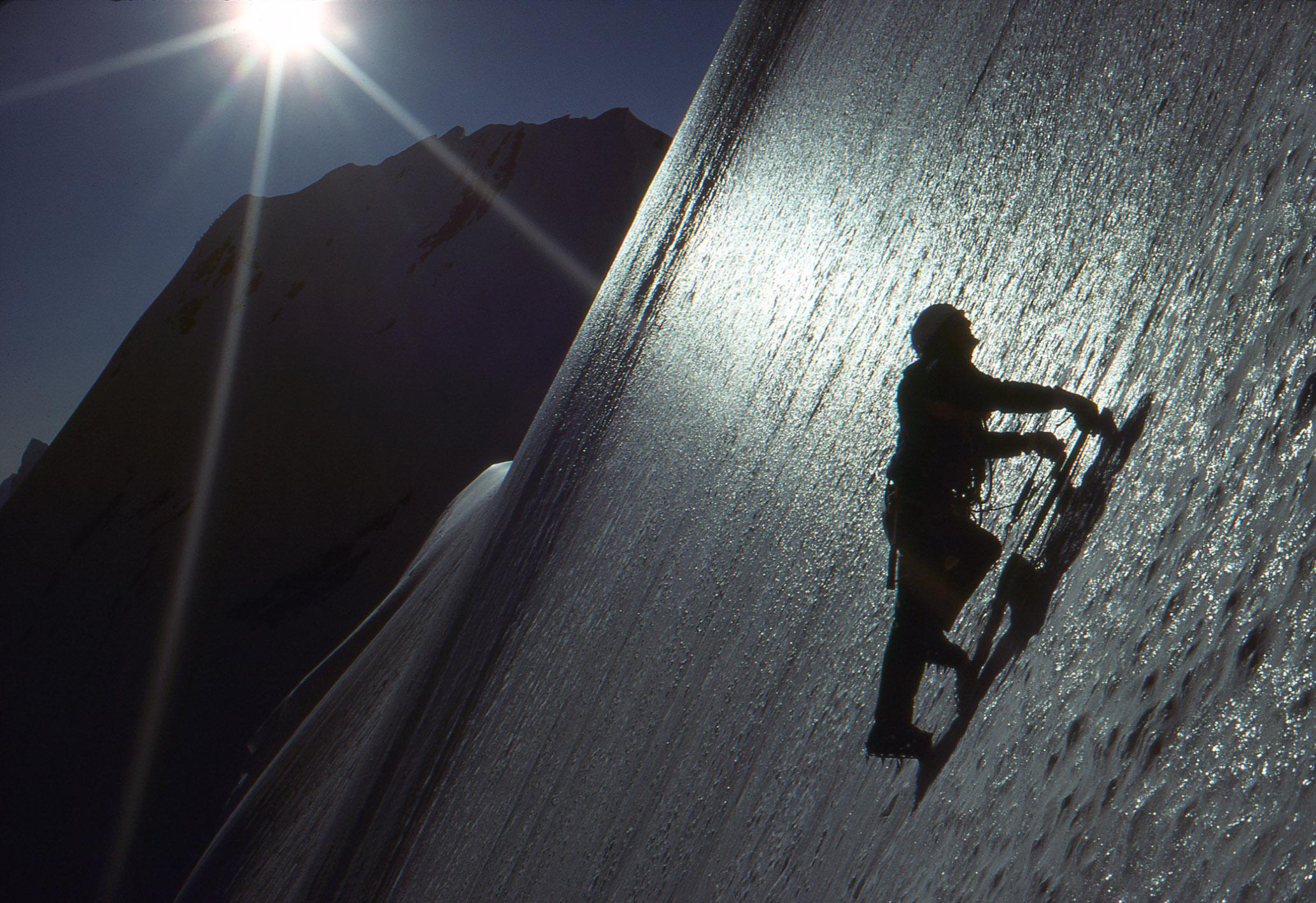
تسلق منفرد لمنحدر ثلجي شديد الانحدار

الرياضة العنيفة (ويطلق عليها أيضًا الرياضة الحرة ورياضة الإثارة ورياضة المغامرات) هو مصطلح منتشر للتعبير عن نشاطات محددة يلاحظ أنها تنطوي على درجة عالية من الأخطار المحدقة بها. وهذه الأنشطة غالبًا ما تقتضي السرعة والارتفاع والمستوى العالي من الجهد البدني والأجهزة الشديدة التخصصيّة.
وتعريف الرياضات العنيفة يفتقر إلى الدقة وأصل المصطلح يشوبه كثير من الغموض، ولكنه حاز شهرة واسعة في تسعينيات القرن العشرين عندما استخدمته شركات التسويق في التسويق لـألعاب إكس (X Games).
وبينما ينتشر استخدام المصطلح «لعبة عنيفة» في كل أنحاء المعمورة في التعبير عن كم هائل من الأنشطة المختلفة، لا يزال يُختلف في تحديد الرياضات التي يمكن تسميتها بـ «العنيفة». ومع ذلك يوجد عديد من الخصائص المشتركة في أغلب الرياضات العنيفة. والرياضات العنيفة لا تقتصر فقط على نطاق الشباب بل تتجه إلى جذب قطاعات سنّية أصغر من المعتاد. ونادرًا ما تجيز المدارس الرياضات العنيفة. وتنزع الرياضات العنيفة إلى الفردية أكثر من الرياضات المتعارف عليها. (ويستثنى من ذلك ركوب الطوف ولعبة الرماية (بينت بول)، حيث إنهما يؤديان في فريق.) إضافة إلى ذلك، يميل الرياضيون المبتدئون إلى بذل جهد كبير دون توجيه من أي مدرب (رغم أن البعض قد يستأجر مدربًا فيما بعد).
والأنشطة التي تصنفها وسائل الإعلام على أنها رياضات عنيفة تختلف عن الرياضات المتعارف عليها بسبب كثرة المتغيرات المتأصلة التي يصعب ضبطها. ولا يقتصر التحدي الذي يواجهه الرياضيون في هذه الأنشطة على الرياضي المنافس فحسب، بل يشمل أيضًا العوائق والتحديات البيئية. وفي أغلب الأحيان، تكون هذه المتغيرات لها صلة بالطقس والتضاريس، ومن ذلك الرياح والثلوج والمياه والجبال. ولأن هذه الظواهر الطبيعية لا يمكن التحكم فيها، فلا بد حتمًا من أن تؤثر في النتيجة النهائية لأي نشاط أو فعالية.
وفي الفعاليات الرياضية المتعارف عليها، يدخل الطرفان في منافسة في ظل ظروف مواتية. وفي حين يمكن إيجاد فعالية رياضية مواتية مثل ألعاب إكس، هناك متغيرات بيئية لا يمكن السيطرة على ثباتها في جميع المباريات. ومن بين الأمثلة على ذلك: أحوال تساقط الثلج المتقلبة بالنسبة لـالمتزلجين على الثلج، وجودة الصخر والثلج بالنسبة لـالمتسلقين، وارتفاع الأمواج وشكلها بالنسبة لـراكبي الأمواج.
وفي حين يمكن اتباع معايير للحكم على الرياضات المتعارف عليها عند تقييم الأداء (المسافة، والوقت، والنقاط...إلخ)، يقيّم المشاركون في الرياضات العنيفة غالبًا وفق معايير شخصية وجمالية. وهذا يؤدي إلى رغبة في نبذ طرق الحكم الموحدة واللجوء إلى التفرقة بين المثل العليا لكل رياضة ومن ثم يُمكن تطوير معايير التقييم بما يتماشى مع النزعات والتطورات الجديدة التي تطرأ على الألعاب الرياضية.

## التصنيف
وفي حين أن التعريف الدقيق للرياضات العنيفة وما يدخل تحتها من رياضات من الأمور المختلف فيها، حاول البعض إعداد تصنيف لها. وفي سنة 2004، صنف الكاتب جو توملينسون (Joe Tomlinson) الرياضات العنيفة إلى ثلاثة أنواع: نوع يمارس في الهواء وآخر على اليابسة وآخر في الماء.

## نبذة تاريخية
يُحتمل أن التفريق بين مصطلح «الرياضات العنيفة» و«الرياضات» يرجع تاريخه إلى خمسينيات القرن العشرين بظهور عبارة تنسب خطأً لـ إرنست همينغواي (Ernest Hemingway) وهذه العبارة هي
لا يوجد سوى ثلاث رياضات: مصارعة الثيران وسباق السيارات وتسلق الجبال، وباقي الرياضات ما هي إلا مجرد ألعاب.
ومضمون العبارة أن كلمة «رياضة» تعرّف على أنها نشاط يمكن أن يودي بحياة إنسان. وباقي النشاطات استخدم لها مصطلح «ألعاب». وقد تكون هذه العبارة من كلام الكاتب بارنابي كونراد (Barnaby Conrad) أو من كلام كين بوردي (Ken Purdy) مؤلف متخصص في مجال السيارات.
وفي العصور الحديثة، عززت ألعاب إكس - فعالية رياضة متعددة اللاعبين أسستها وطورتها قناة إي إس بي إن - من وجود مصطلح الرياضة العنيفة.، وأقيمت أولى فعالية لألعاب إكس (المعروفة منذ 1995 بالألعاب العنيفة (Extreme Games)) في نيوبورت (Newport) وبروفيدنس (Providence) وجبل مونت سنو (Mount Snow) وفيرمونت (Vermont) في الولايات المتحدة 
ونشر كتاب يتناول تاريخ الرياضات سنة 2004: كيف أن الهواء الشديد والدولارات الكثيرة والجيل الجديد جر الرياضات إلى العنف. والكتاب يُقدم نظرة شاملة لتاريخ الرياضة وثقافتها وأعمالها التجارية ويضم مقابلات مع رياضيين وأصحاب شركات ومسوّقين. وانطلق فيلم الجنة الأخيرة (Last Paradise) سنة 2012، وهو تأريخ في «مشاهد أصلية» لثقافة الرياضات العنيفة ورحلات المغامرة على مدار 45 سنة، ويضم بدايات ظهور ركوب الأمواج والتزلج على الجليد والتزلج على الثلوج والتزلج على المياه والتزلج على الأمواج والطيران الشراعي المعلق وركوب طائرة ورقية، إلى ظهور أول محاولة للإتجار بالقفز بالحبال التي بدأها هاكيت (A. J. Hackett) بقفزته المشهورة من فوق برج إيفل.
وبدأت رياضات المغامرة تحظى برعاية مؤسّسية منذ تسعينيات القرن العشرين عندما [<a href="http://www.adventuresportsi.org%22>http://www.adventuresportsi.org</a> بدأ معهد رياضات المغامرة] التابع لكلية جاريت (Garrett College) بإعطاء شهادة في إدارة رياضة المغامرة.

## التسويق
(Mount Tamalpais)

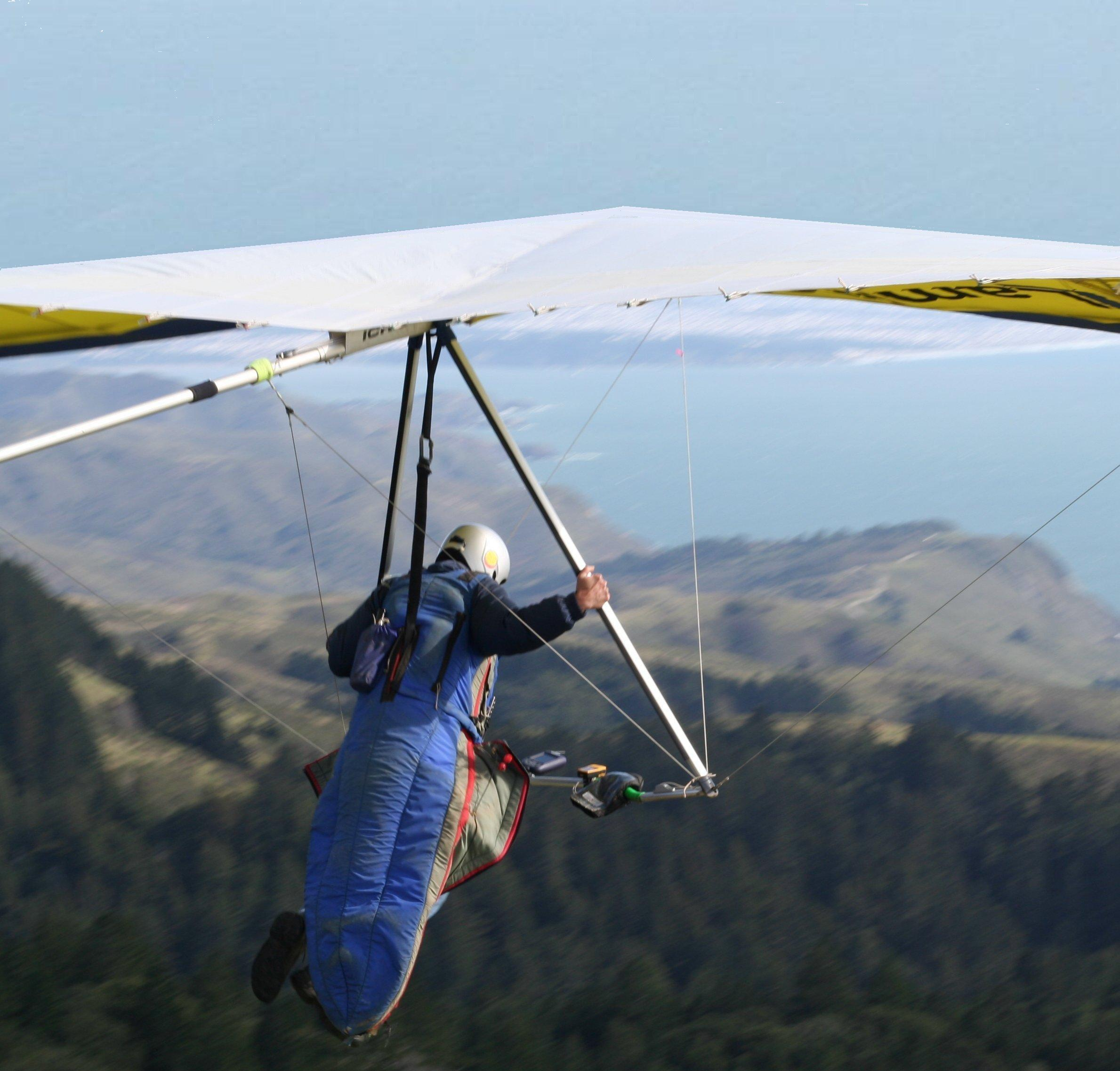
طائر شراعي معلق منطلقًا من جبل تامالبيز

يؤكد البعض أن التفريق بين رياضة العنيفة وأخرى عادية له علاقة كبيرة بمستوى الخطر الكامن أو الأدرينالين الذي يُنتجه الجسم. فمثلاً، اتحاد الرغبي خطير ومحفز للأدرينالين ولكنها لا تعد رياضة عنيفة بسبب الانطباع الذهني المتوارث ولأنها لا تتطلب سرعة عالية أو أي نية لأداء أعمال بهلوانية (المعيار الجمالي المذكور آنفًا) وأيضًا لأنها تفتقد إلى المتغيرات المناخية. ويعد سباق هدم ديربي سباق بالغين بالدرجة الأولى، ولا يعد عنيفًا، في حين يعد سباق الدرّاجات الهوائية الشبابي من الرياضات العنيفة.
وتشترك الرياضات العنيفة برونقها المضاد للحضارة ورفضها للسلطة وللوضع الراهن كما هو حال الشباب المستاء. وتمسك بعض الشباب من جيل واي (Generation Y) ببعض النشاطات التي تشكل عالمهم الخاص بهم، وبدأت أعداد الرافضين للرياضات المتعارف عليها تزداد باضطراد مستمر.

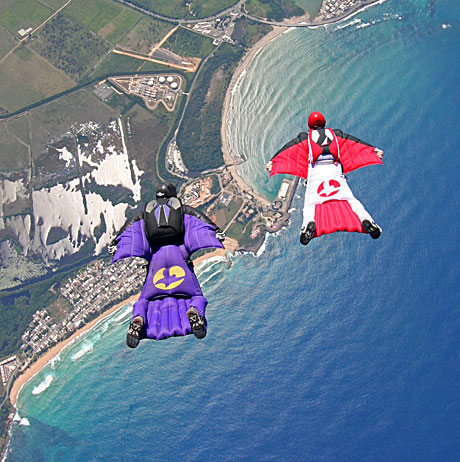
الطيران ببدلة الأجنحة من النشاطات الحديثة.

وربما يتغير تعريف الرياضات العنيفة على مر الأيام بسبب النزعات التسويقية. وعندما ظهر هذا المصطلح لأول مرة زهاء أواخر ثمانينيات القرن التاسع عشر وأوائل تسعينيات القرن التاسع عشر، كان يستخدم الرياضات البالغة مثل القفز بالمظلات والغطس العميق وركوب الأمواج وتسلق الصخور والتزحلق على الثلوج والتزلج على الماء والتزلج على الثلوج وركوب الدراجات الجبلية وتسلق الجبال ومطاردة الأعاصير والطيران الشرعي المُعلّق والقفز بالحبال، والتي كان معظمها تزداد شعبيته يومًا بعد يوم. والمصطلح الآن ينطبق على الرياضات الشبابية مثل التزلج على اللوح والتزلج على الثلوج والتزلج السطري العنيف وإف إم إكس (FMX) وبي إم إكس (BMX) ويرتبط ارتباطًا وثيقًا بالتسويق الذي يستهدف الأجيال الشابة، وبالأنماط المفضلة في الملبس والموسيقى، مثل المظهر المنتفخ المرتبط بالمتزلج على اللوح وموسيقى الروك البديل الصاخبة والسريعة.
واكتسب المصطلح شهرة واسعة بظهور ألعاب إكس، وهي مجموعة من الفعاليات المخصصة للتلفاز. وسريعًا ما أدرك المُعلنون جاذبية الفعالية للجماهير، ونتيجة لذلك لم يحتج المتنافسون والمنظمون إلى البحث عمن يرعاهم.

## الإثارة والتشويق

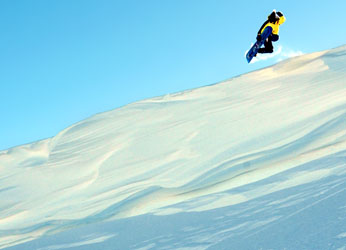
سقوط متزلج على الثلج من فوق إفريز.

تتسم هذه النشاطات كما يرى البعض بقدرة مزعومة على إثارة ضخ الأدرينالين في الدم. ومع ذلك، وتنص وجهة النظر الطبية على أن ضخ الأدرينالين أو ما يرافق هذه النشاطات لا يرجع إلى استجابة للخوف، ولكنه يرجع إلى ارتفاع مستويات الدوبامين، والأندورفين والسيروتونين بسبب ارتفاع مستوى الجهد المبذول. فصلاً عن هذا، تشير دراسة حديثة إلى أن الربط ما بين الأدرينالين والرياضات العنيفة الحقيقية أمر غير مسلم به. واستخدمت الدراسة كلمة الرياضات العنيفة «الحقيقية» لأن النشاطات الترويحية أو الترفيهية حيث يُنتظر من أغلبها حوادث سوء الإدارة أو أخطاء تؤدي إلى الوفاة. ويُقصد من هذا التعريف الفصل بين الضجة التسويقية وبين النشاط الحقيقي.
وكشف إريك بريمر أيضًا عن أن إمكانية خوض العديد من التجارب البشرية الاستثنائية - مماثلة لتلك الموجودة في نشاطات مثل التأمل - هو ركن مهم في الرياضات العنيفة. وهذه التجارب كانت تضع المشاركين خارج منطقة الراحة وغالبًا ما يكون هذا في سياحة المغامرة.
وبعض هذه الرياضات ظل مستمرًا لعدة عقود ويمتد مؤيدوها إلى عدة أجيال، وبعضها لا يزال يذكر ضمن الشخصيات المشهورة. وخلفت رياضة تسلق الصخور وتسلق الثلوج أسماء معروفة للعامة مثل: إدموند هيلاري (Edmund Hillary) وكريس بنينجتون (Chris Bonington) ووولفغانغ غوليش (Wolfgang Güllich) ومؤخرًا جو سيمبسون (Joe Simpson). وهناك أيضًا ركوب الأمواج الذي اخترعه سكان هاواي (Hawaii) منذ قرون.

## الرياضات العنيفة ومجتمع ذوي الاحتياجات الخاصة
شارك كثير من الأفراد من ذوي الإعاقات البدنية المتنوعة في الرياضات العنيفة. وتسعى منظمات غير ربحية منها منظمة العمل التكيفي الرياضي (Adaptive Action Sports) إلى زيادة التوعية بالمشاركة في الرياضات العملية لدى أفراد مجتمع ذوي الاحتياجات الخاصة، فضلاً عن زيادة الوصول إلى التقنيات التكيفية التي تزيد من إمكانية المشاركة وإلى المشاركة في منافسات أخرى مثل ألعاب إكس.

## أمثلة للرياضات العنيفة
- التزلج على التضاريس الأرضية
- الهبوط
- الاستعراض الجوي
- التزحلق الخطي الشرس
- سباق السيارات
- سباحة الدراجات الحرة
- التزلج على سطح الماء
- القفز بالحبال
- الغوص في الكهوف
- الملابس العنيفة
- سباحة اللوح الخشبي الحرة
- التزحلق على التيار
- الطيران الشراعي المعلق
- تسلق الثلوج
- التزلج بالدراجات المائية
- ركوب الطائرات الورقية
- التزلج على اللوح الطويل
- خدع الفنون القتالية
- ركوب الدراجات الوعر
- ركوب الدراجات الجبلية
- تسلق الجبال
- الركوب الوعر
- الطيران المظلي
- لعبة الرماية
- باركور
- تسلق الصخور
- التزلج على الرمال
- التزلج على اللوح
- التزلج على الجليد
- التزحلق على المياه
- التزلج على الجليد
- ركوب زلاقة الجليد الآلية
- ركوب الأمواج بالمجداف القائم
- ركوب الأمواج
- التزلج على المياه
- جولة المياه
- التزلج على الموج
- حركات الدراجة البهلوانية
- ركوب الأمواج

## وصلات خارجية
- [<a href="http://www.lastparadisefilm.com%22>http://www.lastparadisefilm.com</a> Last Paradise], a film about the origin of extreme sports over 45 years in original footage
- [<a href="http://www.adventuresportsi.org%22>http://www.adventuresportsi.org</a> Adventuresports Institute of Garrett College]